# کارل آنتون (کارگردان)
کارل آنتون (چکی: Karl Anton; ۲۵ اکتبر ۱۸۹۸ – ۱۲ آوریل ۱۹۷۹) کارگردان فیلم، فیلم‌نامه‌نویس، و تهیه‌کننده فیلم اهل جمهوری چک بود.
او از سال ۱۹۲۲ تا ۱۹۶۰ توانست ۵۲ فیلم را کارگردانی کند.